# Маркиньос (футболист, 1997)
Ма́ркос Вини́сиус Со́уса Нативида́де, или же просто Марки́ньос (род. 26 января 1997, Беневидис, Пара) — бразильский футболист, левый вингер клуба АПОЭЛ.

## Ранняя карьера
Начинал заниматься футболом в своём родном городе Беневидис за местную команду Кастаньял. Откуда потом перебрался в Сантос, но после 6 месяцев вернулся обратно. Травмы помешали молодому бразильцу, хотя им интересовались скауты мадридского Реала. В 2013 году Маркиньос вернулся в Сан-Паулу начав выступать за Нороэсте, позже перебравшись в Португезу Деспортос. Заинтересовавшись юным бразильцем, Коринтианс забрали игрока к себе, отдав его позже в аренду во Фламенго. Играя за Фламенго-U20 стал лучшим бомбардиром первенства, после чего главный тренер молодёжной команды Коринтианс Осмар Лосс попросил его вернуться в расположение клуба.

## Клубная карьера
2 марта 2018 года был отдан в аренду в Бангу, но, не имея игровой практики, перешёл в Брагантино. В новом клубе бразилец стал одним из основных игроков и помог им вернуться в Серию B.
После успешной аренды в Брагантино и не получения игрового времени в Коринтиансе, согласился на новую аренду. Игрок пополнил состав Понте-Преты до конца декабря. Вернувшись в родной клуб, оказался не нужен тренерскому штабу, из-за чего вновь был отправлен в аренду. 1 января 2020 года перешёл в клуб высшего бразильского дивизиона «Спорт Ресифи».

## Статистика выступлений

### Клубная
| Выступление      | Выступление      | Выступление      | Лига | Лига | Кубки | Кубки | Кубки КОНМЕБОЛ/ Еврокубки | Кубки КОНМЕБОЛ/ Еврокубки | Прочие | Прочие | Итого | Итого |
| Клуб             | Лига             | Сезон            | Игры | Голы | Игры  | Голы  | Игры                      | Голы                      | Игры   | Голы   | Игры  | Голы  |
| ---------------- | ---------------- | ---------------- | ---- | ---- | ----- | ----- | ------------------------- | ------------------------- | ------ | ------ | ----- | ----- |
| Коринтианс       | Серия A          | 2021             | 10   | 0    | —     | —     | —                         | —                         | —      | —      | 10    | 0     |
| Коринтианс       | Итого            | Итого            | 10   | 0    | —     | —     | —                         | —                         | —      | —      | 10    | 0     |
| → Бангу          | Чемпионат штата  | 2018             | —    | —    | —     | —     | —                         | —                         | 4      | 0      | 4     | 0     |
| → Бангу          | Итого            | Итого            | —    | —    | —     | —     | —                         | —                         | 4      | 0      | 4     | 0     |
| → Брагантино     | Серия C          | 2018             | 16   | 2    | —     | —     | —                         | —                         | 4      | 0      | 20    | 2     |
| → Брагантино     | Итого            | Итого            | 16   | 2    | —     | —     | —                         | —                         | 4      | 0      | 20    | 2     |
| → Понте-Прета    | Серия B          | 2019             | 25   | 2    | —     | —     | —                         | —                         | —      | —      | 25    | 2     |
| → Понте-Прета    | Итого            | Итого            | 25   | 2    | —     | —     | —                         | —                         | —      | —      | 25    | 2     |
| → Спорт Ресифи   | Серия A          | 2020             | 32   | 3    | 1     | 0     | —                         | —                         | 15     | 4      | 48    | 7     |
| → Спорт Ресифи   | Серия A          | 2021             | 5    | 0    | —     | —     | —                         | —                         | 3      | 0      | 8     | 0     |
| → Спорт Ресифи   | Итого            | Итого            | 37   | 3    | 1     | 0     | —                         | —                         | 18     | 4      | 56    | 7     |
| Куяба            | Серия A          | 2022             | 6    | 0    | 1     | 0     | 4                         | 1                         | 4      | 0      | 15    | 1     |
| Куяба            | Итого            | Итого            | 6    | 0    | 1     | 0     | 4                         | 1                         | 4      | 0      | 15    | 1     |
| АПОЭЛ            | Дивизион А       | 2022/23          | 31   | 8    | 4     | 0     | 5                         | 1                         | —      | —      | 40    | 9     |
| АПОЭЛ            | Дивизион А       | 2023/24          | 2    | 2    | 0     | 0     | 5                         | 0                         | —      | —      | 7     | 2     |
| АПОЭЛ            | Итого            | Итого            | 33   | 10   | 4     | 0     | 10                        | 1                         | —      | —      | 47    | 11    |
| Всего за карьеру | Всего за карьеру | Всего за карьеру | 127  | 17   | 6     | 0     | 14                        | 2                         | 30     | 4      | 177   | 23    |